# أنخيل مارتينيز كاسادو
أنخيل مارتينيز كاسادو (بالإسبانية: Ángel Martínez Casado)‏ هو كاتب إسباني، ولد في 1947.